# Santa Dorotea (församling)
Santa Dorotea är en församling i Trastevere i Roms stift.
Till församlingen Santa Dorotea hör följande kyrkobyggnader och kapell:
- Santa Dorotea
- San Giovanni della Malva in Trastevere
- San Giuseppe alla Lungara
- Sant'Onofrio al Gianicolo
- Santa Croce alla Lungara
- Santa Maria della Scala
- Sacro Cuore di Gesù
- San Giacomo alla Lungara
- San Giosafat al Gianicolo
- Santa Maria dei Sette Dolori
- Santa Maria del Ritiro al Gianicolo
- Cappella Figlie di San Giuseppe di Rivalba
- Cappella Pro Sanctitate
- Cappella Religiose del Santissimo Sacramento
- Cappella Suore del Divino Amore
- Nostra Signora di Fatima
- Santa Teresina del Bambino Gesù